# Harpacticus gurneyi
Harpacticus gurneyi is een eenoogkreeftjessoort uit de familie van de Harpacticidae. De wetenschappelijke naam van de soort is voor het eerst geldig gepubliceerd in 1933 door Jakubisiak.